# 瓊斯伯勒 (緬因州)
瓊斯伯勒（英語：Jonesboro）是一個位於美國緬因州華盛頓縣的鎮。

## 人口
根據2020年美國人口普查的數據，瓊斯伯勒的面積為99.35平方千米，當中陸地面積為94.74平方千米，而水域面積為4.61平方千米。當地共有人口587人，而人口密度為每平方千米6人。